# Susan Clarencieux
Susan White, nota come Susan Clarencius o Clarencieux (Prima del 1510 – Nel o dopo il 1564), è stata una nobildonna inglese, Mistress of the Robes, dama di compagnia preferita e amica di lunga data della regina Maria I d'Inghilterra.

## Biografia
La famiglia di Susan, i White di Hutton, erano un ramo cadetto della famiglia White di South Warnborough, Hampshire. Secondo David Loades, Susan era "probabilmente la più giovane" dei quattro figli di Richard White dell'Essex e Maud Tyrrell, la figlia di Sir William Tyrrell di Heron, Essex. Aveva due sorelle: Mary, che sposò per prima un marito di cognome Whitehead e in secondo luogo un marito di cognome Spenser, e Joan, che sposò un marito di cognome Wilcocks; ebbe anche un fratello, Richard White, che sposò Margaret Strelley, la figlia di Nicholas Strelley di Strelley, Nottinghamshire, da cui ebbe un figlio, George White.
Qualche tempo prima del 1534 sposò Thomas Tonge, che il 2 giugno 1534 divenne re d'armi di Clarencieux; la coppia non ebbe figli o, perlomeno, nessuno che sopravvisse all'infanzia. Tonge morì meno di due anni dopo, nel marzo 1536, nominandola sua unica esecutrice testamentaria e lasciandole il resto della sua proprietà. Nonostante la brevità del suo mandato come ufficiale araldico di Clarencieux, la vedova fu conosciuta come Susan Clarenciux per il resto della sua vita. Il suo nome appare tra le gentildonne come "Mistress Clarencius" in un documento del 1539.
Entrò nella corte della principessa Maria come dama di compagnia quando Maria fu mandata nelle Marche gallesi come presunta erede nel 1525. Perse la sua posizione nel 1533, perché la corte di Maria fu sciolta a causa del suo rifiuto di riconoscere Anna Bolena come moglie di suo padre. Quando la corte di Maria fu reintegrata, dopo che lei cedette alle pressioni dei funzionari di suo padre nel 1536, Susan tornò al suo servizio su richiesta della principessa. Entro giugno 1536, Maria la considerava una dama di fiducia e la loro stretta relazione personale durò per il resto della vita di Maria.
Dopo l'ascesa al trono di Maria nel 1553, Susan Clarenciux fu nominata Mistress of the Robes. Maria d'Ungheria venne a conoscenza della sua influenza sulla regina e le fu consigliato che il suo inviato Don Diego de Mendoza avrebbe dovuto discutere la questione del matrimonio di Maria solo con lei.
Clarenciux cavalcò per le strade di Londra con altre dame della famiglia vestite di velluto cremisi all'ingresso reale prima dell'incoronazione di Maria. Era considerata la confidente più intima della regina e ricevette molti doni da lei, tra cui generose concessioni di terreni nell'Essex, compresi i manieri di Loverdown (Loughton Hall), Thamberley Hall, Thundersley, Runwell, Rivenhall, Chingford St Pauls e Chingford Earls.
Quando Maria si mise in cerca di un marito nel 1554, Susan Clarenciux si espresse fortemente a favore di Filippo, in quel momento Duca di Milano ed erede delle Corone di Castiglia e Aragona, tra i molti domini di suo padre. I diplomatici imperiali Simon Renard e il Conte d'Egmont pensavano che Clarenciux, Frideswide Strelley e Jane Russell fossero i confidenti più intimi di Maria e, in quanto sostenitori del piano di matrimonio spagnolo, avrebbero dovuto ricevere doni di gioielli. Lei era presente quando Maria disse a Renard che avrebbe sposato Filippo.
Durante la gravidanza isterica della regina Maria, Susan continuò ad assicurarle che era effettivamente incinta, sebbene in privato avesse espresso forti dubbi sulla gravidanza della sua padrona all'ambasciatore francese Antoine de Noailles. Susan aveva la reputazione di essere subdola e avida, come testimonia un rapporto dell'ambasciatore veneziano Giovanni Michieli, in cui afferma che la donna lo aveva convinto a donare alla regina la sua carrozza e i suoi cavalli, che la regina in seguito avrebbe donato proprio a Susan. Secondo John Foxe, lei e "Mr Rice" sentirono la regina rimpiangere la perdita di Calais.
Alla morte di Maria nel 1558, John Boxall (uno dei segretari reali) affermò che Susan aveva utilizzato alcune carte e documenti nella camera da letto per farne un sudario improvvisato per la regina. Al funerale di Maria, cavalcò su un carro nella processione con Tymmes, Southwell e Sybil Penn. Successivamente emigrò in Spagna con un'altra delle sue ex serve, Jane Dormer, moglie di Gomez Suarez de Figueroa di Cordova, primo duca di Feria, amico di Filippo di Spagna.
Ad Anversa, la contessa di Feria si lamentò con un diplomatico inglese, John Legh, che Elisabetta I aveva rifiutato la licenza per Susan Clarencieux di viaggiare in Spagna. Lei era al castello di Amboise in Francia nell'aprile del 1560 quando Dormer incontrò Maria, regina di Scozia e Francesco II di Francia, e parlò con l'ambasciatore inglese Nicholas Throckmorton, dicendo che erano sudditi leali di Elisabetta ma che stavano viaggiando in Spagna per la loro coscienza religiosa. Poiché non vi è ulteriore menzione di lei nei registri dopo la primavera del 1564, probabilmente morì in quel periodo mentre era un membro della corte di Feria.